# 九龍巴士6A線
九龍巴士6A線是香港九龍市區的一條已停辦的日間巴士路線，停辦前提供空調巴士及非空調巴士服務，行走尖沙咀碼頭及荔枝角之間。

## 歷史
- 1974年3月10日：因6號線客量不勝負荷，本路線投入服務，替代6號線的角色，6號線同日起縮短至荔枝角大橋（即美孚巴士總站）。
- 1976年3月3日：因興建香港地鐵，路線不斷改道。
- 1982年10月20日：路線恢復行經彌敦道。
- 1998年12月7日：配合荔園倒閉及原地重建為公共屋邨，總站遷往荔園舊址臨時工地。
- 2000年12月7日：為配合盈暉臺下的新荔枝角巴士總站啟用，路線遷往該處。
- 2011年7月17日：本路線停止服務，併入6號線[1][2]。

## 停辦前客量及車務資料
本線的行車路線與6號線差不多，只不過本線的總站較6號線的美孚總站遠，但隨著香港製造業走下坡，來往長沙灣一帶工廠區上班的人流不斷下降，以及九龍西區人口老化，同時本線較其他類似巴士線繞路，又欠缺新客源，還要面對港鐵的競爭（包括荃灣綫以及西鐵綫），本線的需求大不如前，班次不斷地縮減，所以只是比6號線的班次稍為密一些而已。
另一方面，乘客的取向亦是本線的致命傷，其中於西九龍新區（長沙灣荔枝角道一帶）的乘客多數都不願意步行前往青山道等車，如需往返深水埗、旺角大多會乘搭6C線或新巴701線、新巴702線；而往來旺角及尖沙咀的龐大流水乘客量，則傾向乘搭港鐵或2號線，乘搭本線的乘客大多是在等候其他路線時剛巧碰見本線到站才登車；另外本線採用聯合班次策略，在尖沙咀碼頭與6號線提供5-12分鐘的聯合班次，而本線的獨立班次變得疏落，除了使刻意等候本線的乘客相當少。本線客量原本受港鐵荃灣綫影響，加上西鐵綫九龍南綫於2009年通車後，縮短了往返美孚至尖沙咀的時間，即使車費昂貴（每程$6.7，而且更設有適用於尖沙咀站、尖東站以及美孚站的港鐵特惠站），亦使部分往返尖沙咀、美孚及西九龍的乘客改乘港鐵往來，成為少數被港鐵搶去乘客的路線之一。
在2010-2011年度葵青區/油尖旺區巴士路線發展計劃中，建議將6A線及6號線合併為新6號線，6號總站將由美孚搬遷到荔枝角並加密班次，6A線將取消。根據運輸署呈交予立法會的文件，雖然區議會表示反對，但運輸署認為應「盡早落實推行」。
其實早於1983年，鑑於地鐵（現稱港鐵）荃灣綫全線通車後，本路線及6號線的客量下跌，運輸署建議將本線及6號線合併，而且多年來的巴士路線發展計劃，幾乎年年都有提出合併建議，但一直受到區議會強烈反對而無法實行。最終在九巴多次修改合併方案後，於2011-12年的巴士路線發展計劃中，得到區議會通過，於2011年7月17日起，本路線停止服務，完成37年的歷史任務，由6號線延長至荔枝角取代。

## 停辦前行車路線
- 尖沙咀碼頭開經：梳士巴利道，彌敦道，長沙灣道，白楊街，大埔道，元州街，興華街，長沙灣道，荔枝角道，美荔道，景荔徑。

- 荔枝角開經：景荔徑，美荔道，長沙灣道，通州西街，青山道，大埔道，白楊街，長沙灣道，彌敦道，梳士巴利道。

## 停辦前車站
| 尖沙咀碼頭開 | 尖沙咀碼頭開       | 尖沙咀碼頭開                 | 荔枝角開 | 荔枝角開       | 荔枝角開                     |
| ------------ | ------------------ | ---------------------------- | -------- | -------------- | ---------------------------- |
| 車站         | 車站名稱           | 位置                         | 車站     | 車站名稱       | 位置                         |
| 1            | 尖沙咀碼頭巴士總站 | 尖沙咀天星碼頭公共運輸交匯處 | 1        | 荔枝角巴士總站 | 荔枝角巴士總站               |
| 2            | 中間道             | 彌敦道                       | 2        | 蘭秀道         | 美荔道                       |
| 3            | 金巴利道           | 彌敦道                       | 3        | 大南西街       | 青山道                       |
| 4            | 尖沙咀警署         | 彌敦道                       | 4        | 福華街         | 青山道                       |
| 5            | 南京街             | 彌敦道                       | 5        | 長發街         | 青山道                       |
| 6            | 九龍中央郵政局     | 彌敦道                       | 6        | 東京街         | 青山道                       |
| 7            |                    | 彌敦道                       | 7        | 寶血醫院       | 青山道                       |
| 8            | 碧街               | 彌敦道                       | 8        | 石硤尾街       | 大埔道                       |
| 9            | 奶路臣街           | 彌敦道                       | 9        | 西洋菜里       | 大埔道                       |
| 10           | 弼街               | 彌敦道                       | 10       | 旺角警署       | 彌敦道                       |
| 11           | 太子站             | 彌敦道                       | 11       | 旺角站         | 彌敦道                       |
| 12           | 福華街休憩公園     | 大埔道                       | 12       | 山東街         | 彌敦道                       |
| 13           | 北河街             | 元州街                       | 13       | 碧街           | 彌敦道                       |
| 14           | 營盤街             | 元州街                       | 14       | 永星里         | 彌敦道                       |
| 15           | 東京街             | 元州街                       | 15       | 西貢街         | 彌敦道                       |
| 16           | 發祥街             | 元州街                       | 16       | 德成街         | 彌敦道                       |
| 17           | 元州商場           | 元州街                       | 17       | 金馬倫道       | 彌敦道                       |
| 18           | 長沙灣徑           | 長沙灣道                     | 18       | 中間道         | 彌敦道                       |
| 19           | 長荔街             | 長沙灣道                     | 19       | 香港文化中心   | 梳士巴利道                   |
| 20           | 美孚站             | 荔枝角道                     | 20       | 尖沙咀碼頭     | 尖沙咀天星碼頭公共運輸交匯處 |
| 21           | 蘭秀道             | 美荔道                       |          |                |                              |
| 22           | 荔灣道             | 美荔道                       |          |                |                              |
| 23           | 荔枝角巴士總站     | 荔枝角巴士總站               |          |                |                              |

## 停辦前服務時間及班次
| 荔枝角開         | 荔枝角開    | 荔枝角開     | 尖沙咀碼頭開     | 尖沙咀碼頭開 | 尖沙咀碼頭開 |
| 日期             | 服務時間    | 班次（分鐘） | 日期             | 服務時間     | 班次（分鐘） |
| ---------------- | ----------- | ------------ | ---------------- | ------------ | ------------ |
| 星期一至六       | 06:15-06:35 | 10           | 星期一至六       | 05:30-10:06  | 9-12         |
| 星期一至六       | 06:35-08:44 | 12-15        | 星期一至六       | 10:06-11:51  | 15           |
| 星期一至六       | 08:44-10:56 | 9-12         | 星期一至六       | 11:51-18:42  | 10-11        |
| 星期一至六       | 10:56-12:41 | 15           | 星期一至六       | 18:42-20:57  | 15           |
| 星期一至六       | 12:41-19:37 | 10-11        | 星期一至六       | 20:57-23:20  | 11           |
| 星期一至六       | 19:37-21:46 | 13-15        | 星期一至六       | 23:20-23:50  | 15           |
| 星期一至六       | 21:46-00:20 | 11           |                  |              |              |
| 星期一至六       | 00:20-00:35 | 15           |                  |              |              |
| 星期日及公眾假期 | 06:15-10:30 | 10-12        | 星期日及公眾假期 | 05:30-09:42  | 10-12        |
| 星期日及公眾假期 | 10:30-13:00 | 13-14        | 星期日及公眾假期 | 09:42-12:10  | 13-14        |
| 星期日及公眾假期 | 13:00-19:42 | 10-12        | 星期日及公眾假期 | 12:10-18:50  | 10           |
| 星期日及公眾假期 | 19:42-21:27 | 15           | 星期日及公眾假期 | 18:50-20:50  | 15           |
| 星期日及公眾假期 | 21:27-23:39 | 11           | 星期日及公眾假期 | 20:50-22:40  | 11           |
| 星期日及公眾假期 | 23:39-00:35 | 14           | 星期日及公眾假期 | 22:40-23:50  | 14           |

## 停辦前收費
- 全程收費：HK$4.60（空調巴士）／HK$3.30（非空調巴士）

此線設有12歲以下小童及65歲或以上長者半價優惠；此線所有巴士均接受八達通卡付款；上車付款，不設找續。

## 停辦前用車
最初行走是丹拿C至F型，不久便跟 6 號一樣改用「大水牛」AEC Regent五型，為九龍半島的典型車款主力（三劃黃），一直行走至八十年代以11米大型三軸巴士接力，型號是非空調丹尼士巨龍（S3N）及 利蘭奧林比安（S3BL）。
此線停辦前的派車包括8輛富豪B9TL（Enviro500車身）（AVBE）及3輛丹尼士巨龍（S3N、AD），均屬荔枝角車廠。

## 外部連結
- 681巴士總站 （页面存档备份，存于）